# Cycas saxatilis
Cycas saxatilis är en kärlväxtart som beskrevs av Kenneth D. Hill och A. Lindtsr.. Cycas saxatilis ingår i släktet Cycas, och familjen Cycadaceae. IUCN kategoriserar arten globalt som sårbar. Inga underarter finns listade i Catalogue of Life.